# Дзёан
Дзёан или Сёан (яп. 承安 дзё:ан, сё:ан) — девиз правления (нэнго) японского императора Такакура, использовавшийся с 1171 по 1175 год .

## Продолжительность
Начало и конец эры:
- 21-й день 4-й луны 3-го года Као (по юлианскому календарю — 27 мая 1171);
- 28-й день 7-й луны 5-го года Дзёан (по юлианскому календарю — 16 августа 1175).

## Происхождение
Название нэнго было заимствовано из 64-го цзюаня классического древнекитайского сочинения Шу цзин.

## События
- 9 февраля 1171 года (3-й день 1-й луны 1-го года Дзёан) — император достиг 11-летнего возраста и провёл обряд совершеннолетия, сбрив волосы на голове[5];
- 19 февраля 1171 года (13-й день 1-й луны 1-го года Дзёан) — молодой император посетил дом дайдзё тэнно Го-Сиракава, где познакомился с Тайрой-но Токуко (яп. 平徳子), приёмной дочерью Го-Сиракавы. Вскоре 15-летняя девочка стала супругой Такакуры и переехала в его дворец[5];
- 6 марта 1172 года (10-й день 2-й луны 2-го года Дзёан) — Токуко получает титул «вторая императрица-жена» (тюгу)[6];
- 1172 год (10-я луна 2-го года Дзёан) — Такакура помолился в храмах Фусими Инари-тайся (яп. 伏見稲荷大社) и Ясака[6];
- 1172 год (12-я луна 2-го года Дзёан) — Мацу Мотофуса был наречён сэссё, кампаку и дайдзё-дайдзином[6];
- 14 мая 1173 года (1-й день 4-й луны 3-го года Дзёан) — родился Синран, урождённый Мацувакамаро — будущий основатель буддийской школы Дзёдо-синсю;
- 1173 год (4-я луна 3-го года Дзёан) — император отправился в паломничество в храмы Ивасимидзу и Камо[6];
- 1173 год (10-я луна 3-го года Дзёан) — мать императора, Кэн-сюн-мон Ин, основала монастырь Сайсёко; она же принимала участие в его освящении[6];
- 1174 год (1-я луна 4-го года Дзёан) — император посетил своих родителей[6].

## Сравнительная таблица
Ниже представлена таблица соответствия японского традиционного и европейского летосчисления. В скобках к номеру года японской эры указано название соответствующего года из 60-летнего цикла китайской системы гань-чжи. Японские месяцы традиционно названы лунами.
| 1-й год Дзёан (Металлический Кролик) | 1-я луна        | 2-я луна*  | 3-я луна  | 4-я луна  | 5-я луна* | 6-я луна* | 7-я луна   | 8-я луна*  | 9-я луна    | 10-я луна*             | 11-я луна  | 12-я луна*    |                          |
| ------------------------------------ | --------------- | ---------- | --------- | --------- | --------- | --------- | ---------- | ---------- | ----------- | ---------------------- | ---------- | ------------- | ------------------------ |
| Юлианский календарь                  | 7 февраля 1171  | 9 марта    | 7 апреля  | 7 мая     | 6 июня    | 5 июля    | 3 августа  | 2 сентября | 1 октября   | 31 октября             | 29 ноября  | 29 декабря    |                          |
| 2-й год Дзёан (Водяной Дракон)       | 1-я луна        | 2-я луна*  | 3-я луна  | 4-я луна  | 5-я луна* | 6-я луна  | 7-я луна*  | 8-я луна   | 9-я луна*   | 10-я луна              | 11-я луна* | 12-я луна     | 12-я луна (високосная) * |
| Юлианский календарь                  | 27 января 1172  | 26 февраля | 26 марта  | 25 апреля | 25 мая    | 23 июня   | 23 июля    | 21 августа | 20 сентября | 19 октября             | 18 ноября  | 17 декабря    | 16 января 1173           |
| 3-й год Дзёан (Водяная Змея)         | 1-я луна        | 2-я луна*  | 3-я луна  | 4-я луна* | 5-я луна  | 6-я луна  | 7-я луна*  | 8-я луна   | 9-я луна*   | 10-я луна              | 11-я луна* | 12-я луна     |                          |
| Юлианский календарь                  | 14 февраля 1173 | 16 марта   | 14 апреля | 14 мая    | 12 июня   | 12 июля   | 11 августа | 9 сентября | 9 октября   | 7 ноября               | 7 декабря  | 5 января 1174 |                          |
| 4-й год Дзёан (Деревянная Лошадь)    | 1-я луна*       | 2-я луна   | 3-я луна* | 4-я луна  | 5-я луна* | 6-я луна  | 7-я луна*  | 8-я луна   | 9-я луна    | 10-я луна*             | 11-я луна  | 12-я луна*    |                          |
| Юлианский календарь                  | 4 февраля 1174  | 5 марта    | 4 апреля  | 3 мая     | 2 июня    | 1 июля    | 31 июля    | 29 августа | 28 сентября | 28 октября             | 26 ноября  | 26 декабря    |                          |
| 5-й год Дзёан (Деревянная Коза)      | 1-я луна        | 2-я луна*  | 3-я луна  | 4-я луна* | 5-я луна* | 6-я луна  | 7-я луна*  | 8-я луна   | 9-я луна    | 9-я луна* (високосная) | 10-я луна  | 11-я луна     | 12-я луна*               |
| Юлианский календарь                  | 24 января 1175  | 23 февраля | 24 марта  | 23 апреля | 22 мая    | 20 июня   | 20 июля    | 18 августа | 17 сентября | 17 октября             | 15 ноября  | 15 декабря    | 14 января 1176           |

* звёздочкой отмечены короткие месяцы (луны) продолжительностью 29 дней. Остальные месяцы длятся 30 дней.